# 天卫二十四
天卫二十四（Ferdinand, S/2001 U 2）是环绕天王星运行的一颗卫星，于2001年8月13日由Matthew J. Holman、約翰·J·卡維拉爾斯、Dan Milisavljevic及布雷特·J·格拉德曼共同发现。其英文名以莎士比亚戏剧暴风雨中那不勒斯国王阿隆索之子腓迪南（Ferdinand）命名。